# ولادیمیر نادرخال
ولادیمیر نادرخال (چکی: Vladimír Nadrchal؛ زادهٔ ۴ مارس ۱۹۳۸) بازیکن هاکی روی یخ اهل چکسلواکی بود.